# Bro Stainkällingar

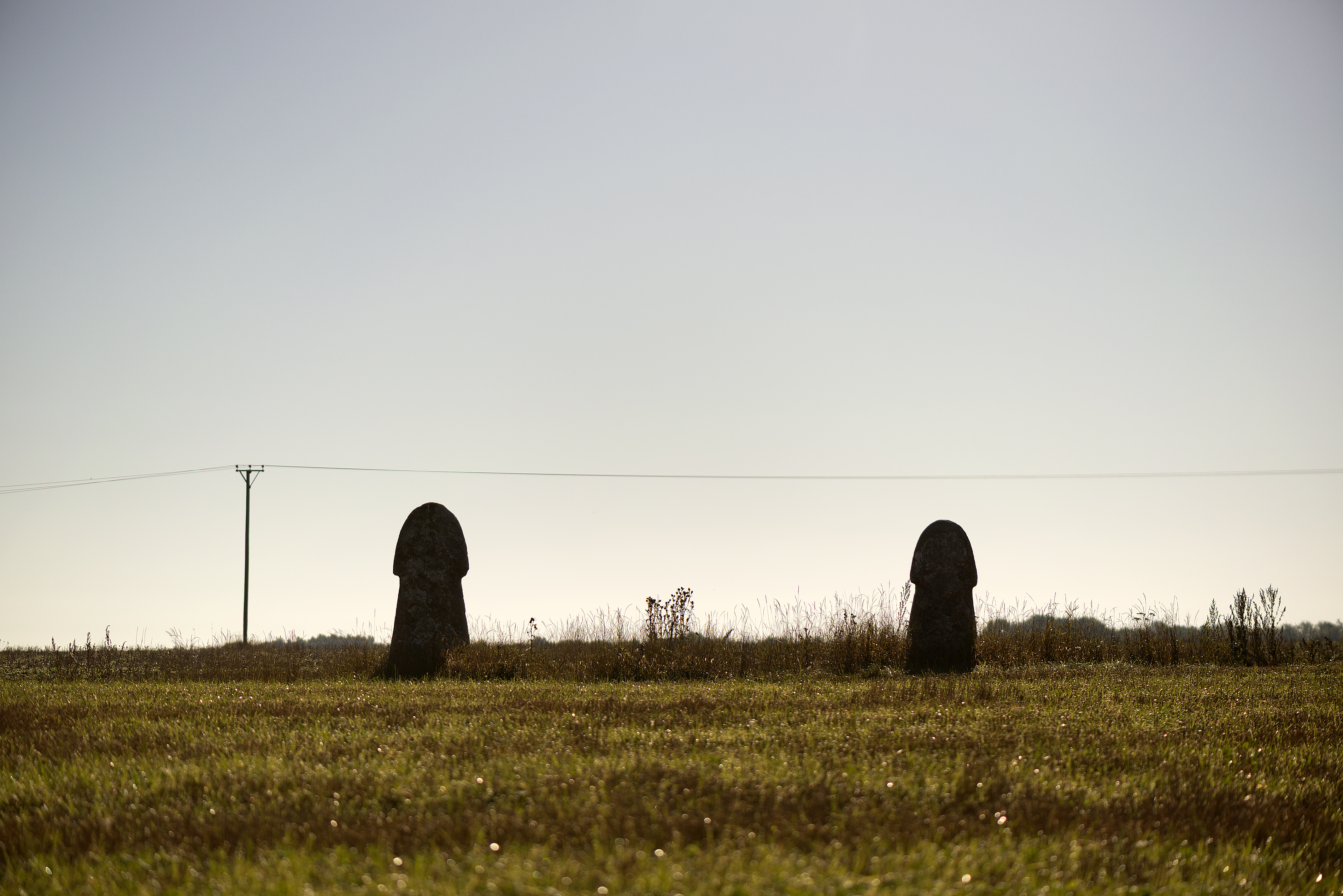
Bro Stainkällingar

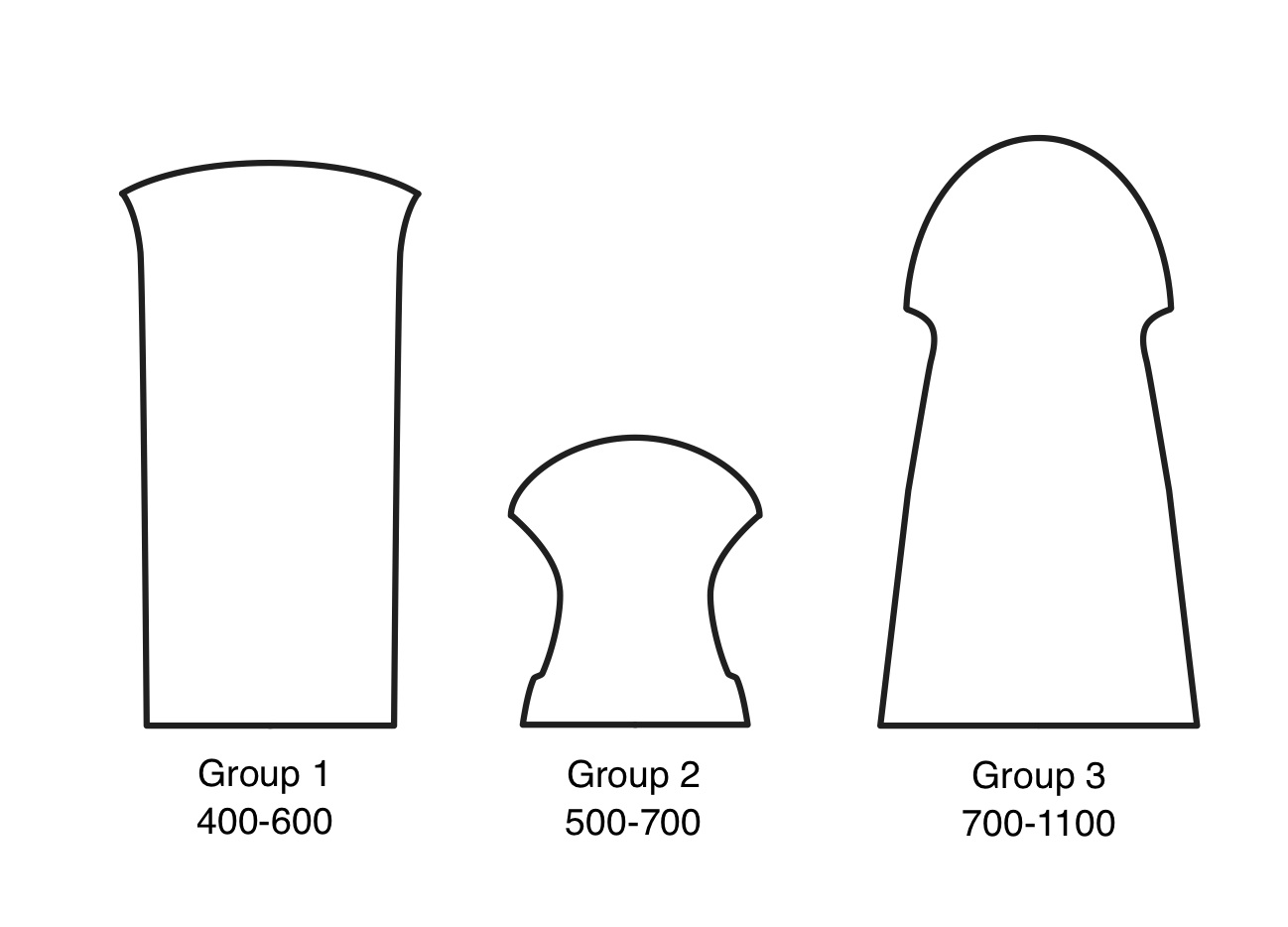
Die Bildsteine entsprechen der Form 3 – rechts

Die beiden Bildsteine Bro Stainkällingar, auch Stainkällingarna – (deutsch „Steinweiber“) stehen auf einem Acker am Länsväg 148 von Visby nach Fårösund auf der schwedischen Insel Gotland. Sie befinden sich – wie die Bildsteine von Änge – immer noch an dem Ort, wo sie ursprünglich aufgerichtet wurden, zwischen Bro und Tingstäde, in der Nähe der Kirche von Bro.
Die Bildsteine stehen in etwa 4,5 m Abstand voneinander; sie sind jeweils etwa 2,0 m hoch und 1,0 m breit. Die der Form nach aus dem 8. Jahrhundert, der Endperiode der Wikingerzeitlichen Bildsteinproduktion, stammenden Steine sind „blind“, die auf der Ostseite eingeritzten Zeichnungen sind durch Wind und Wetter abgewittert. Ein weiterer Stein wurde östlich der beiden gefunden, während zwei andere, die auf demselben Acker lagen, verschwunden sind. Drei von sechs Fragmenten anderer Steine (Registrier-Nr. Bro 24) sind in der Kirche von Bro zu sehen.

Bildsteine von Bro
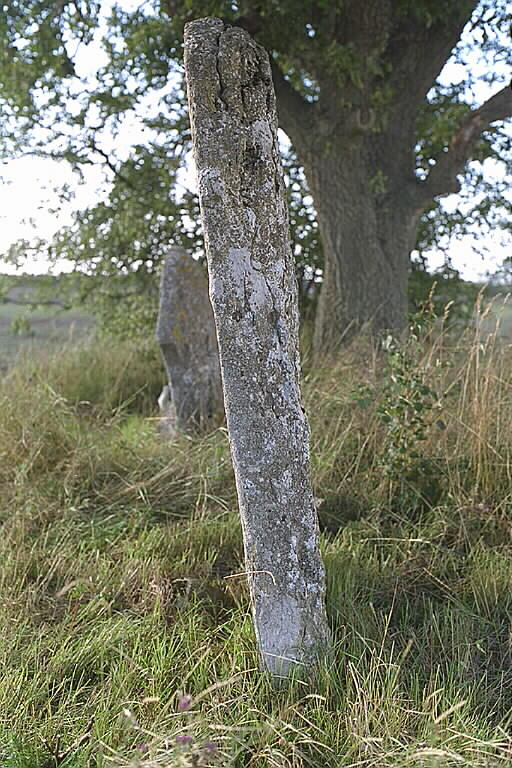
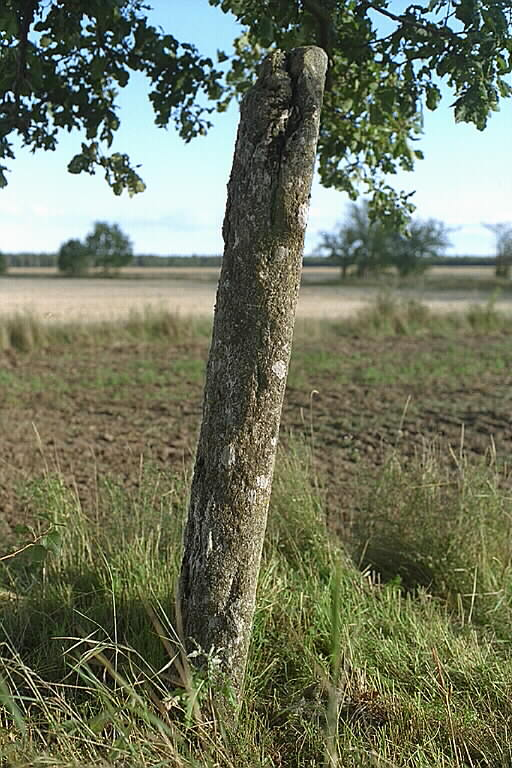
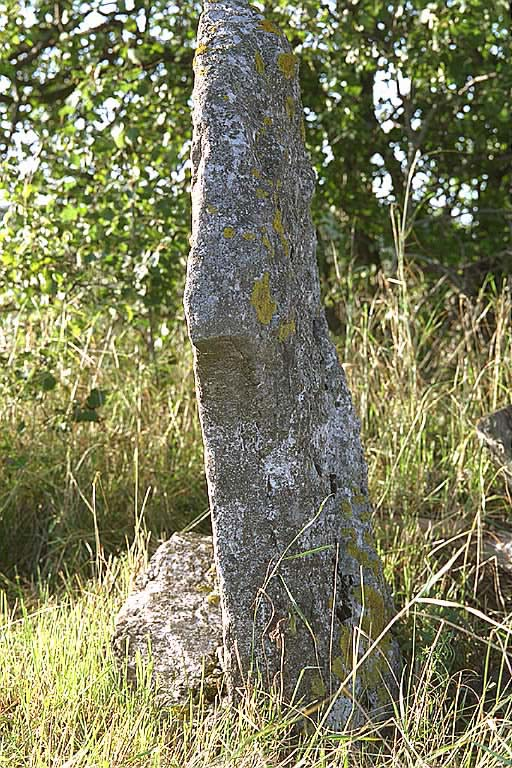
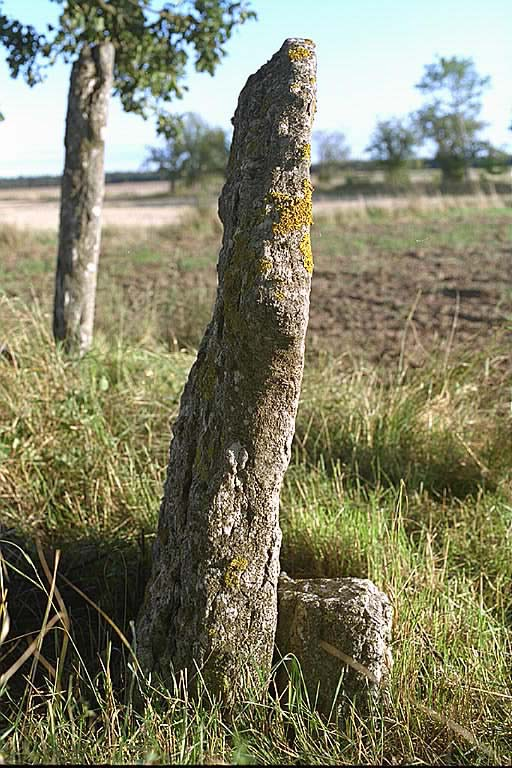

Der Name des Steinpaars ist einer lokalen Sage entnommen.